# Gualterio IV de Brienne
Gualterio IV de Brienne, llamado el Grande (en francés: Gauthier IV le Grand de Brienne 1205 - 1246) fue conde de Brienne desde 1205 hasta 1246. Fue el hijo de Gualterio III de Brienne y Elvira de Sicilia. Alrededor de la época de su nacimiento, su padre perdió la guerra por el trono de Sicilia y fue asesinado. Su herencia del Principado de Tarento y el Condado de Lecce fueron confiscados.
Mientras era adolescente, Gualterio fue enviado a ultramar donde su tío Juan de Brienne era el rey de Jerusalén. En 1221 Juan le dio el condado de Jaffa y Ascalón, y arregló su matrimonio con María de Lusignan, hija de Hugo I de Chipre, en 1233.
Incluso después que su tío se había visto obligado a salir del reino por Federico II Hohenstaufen, Gualterio siguió siendo uno de los señores más importantes del reino de Jerusalén. Fue el comandante del ejército cruzado que marchó contra las fuerzas de As-Sálih Ayyub en 1244. Contra el consejo de Al-Mansur de Homs, su aliado sirio, Gualterio insistió en tomar la ofensiva, en lugar de fortificar su campamento y en espera de la retirada de los corasmitas. En la desastrosa batalla de La Forbie, las fuerzas cruzado-sirias fueron casi aniquiladas. Gualterio fue capturado,  torturado ante los muros de Jaffa, y finalmente entregado a los egipcios después de la derrota corasmita ante Homs en 1246. Fue encarcelado en El Cairo y asesinado por comerciantes cuyas caravanas habría robado, con el consentimiento del sultán.
Fue sucedido por su hijo mayor, Juan, que murió sin descendencia. Su hijo más joven Hugo se estableció en el sur de Italia y se convirtió en un partidario de Carlos de Anjou, que regresó el condado de Lecce a su familia.